# Theridion tubicola
Theridion tubicola är en spindelart som beskrevs av Carl Ludwig Doleschall 1859. Theridion tubicola ingår i släktet Theridion och familjen klotspindlar. Inga underarter finns listade i Catalogue of Life.